# Ctenoplusia ogovana
Ctenoplusia ogovana är en fjärilsart som beskrevs av Holland 1894. Ctenoplusia ogovana ingår i släktet Ctenoplusia och familjen nattflyn. Inga underarter finns listade i Catalogue of Life.